# Ray Fisher
Ray Fisher, född 8 september 1987, är en amerikansk skådespelare.
Fisher har bland annat medverkat i TV-serien Women of the Movement. Han har även medverkat i filmerna Rebel Moon Part 1: A Child of Fire samt Rebel Moon Part 2: The Scargiver.

## Filmografi (i urval)
- 2022 – Women of the Movement (TV-serie)
- 2023 – Rebel Moon Part 1: A Child of Fire
- 2024 – Rebel Moon Part 2: The Scargiver